# Cristina Del Basso
Cristina Del Basso (Varese, 3 maggio 1987) è una showgirl, modella e attrice italiana.

## Biografia
Nasce a Varese da genitori d'origine campana, ma cresce a Parè (in provincia di Como). Ottiene la maturità scientifica presso il Liceo Paolo Giovio di Como. Nel 2006 e nel periodo della sua partecipazione al Grande Fratello 9 risulta iscritta al secondo anno del CIM - Comunicazione Interculturale e Multimediale all'Università degli Studi di Pavia. Nell'inverno del 2009, infatti, partecipa alla nona edizione del Grande Fratello su Canale 5, classificandosi al terzo posto. In precedenza, nell'estate del 2008, aveva partecipato al programma Veline, sfiorando la vittoria in tandem con la bionda Sarah Nile, per poi prendere parte al programma Uomini e donne nell'autunno dello stesso anno, in veste di "corteggiatrice".
Dopo la fine del reality, è ospite ed opinionista in varie trasmissioni televisive, sia a Mediaset sia in Rai. Nell'estate del 2009, è fotografata da Bruno Bisang per il calendario sexy del settimanale Panorama e nello stesso periodo conduce su MTV una versione estiva dello show TRL con il titolo di Fiesta. Nella stagione televisiva 2009-2010 è una delle inviate di Barbara D'Urso a Pomeriggio Cinque e a Domenica Cinque. Nel medesimo periodo è inviata anche per Mattino Cinque nella rubrica L'altra Italia (ruolo che riveste nuovamente nella stagione 2010-2011). Nell'autunno del 2009 partecipa, assieme a Francesca Fioretti e Melita Toniolo, a Colorado come Coloradina e in tale ruolo, oltre a eseguire gli stacchetti, è protagonista di vari sketch con i comici di quell'edizione.
Nel dicembre del 2009, partecipa, assieme a Francesca Fioretti e Franco Trentalance, all'edizione speciale di Poker1mania, programma di Italia 1 dedicato al poker (ci parteciperà anche negli anni seguenti, fino al dicembre 2012). In contemporanea con la sua partecipazione nel 2010 a Salsa Rosa su Comedy Central, partecipa a Matricole & Meteore su Italia 1 e in estate è l'inviata di A gentile richiesta. Ha recitato nel cinepanettone A Natale mi sposo, diretto da Paolo Costella. In occasione del Festival di Sanremo 2010 è inviata de La vita in diretta su Rai 1, rete per la quale, all'inizio del 2011, recita nella fiction Un medico in famiglia. Nella stagione 2011-2012 recita in Così fan tutte, sitcom di Italia 1.
Nel 2012, insieme a Ferdinando Giordano e Patrick Ray Pugliese, entra nella casa del Grande Fratello 12 durante la 17ª puntata del reality, col ruolo di "invasore" concorrente a tutti gli effetti. In seguito, posa per la copertina del n. 34 (aprile 2012) di Playboy Italia. Tra il 2012 e il 2013 recita in Una vita da sogno di Domenico Costanzo, e in La mia mamma suona il rock, un film diretto da Massimo Ceccherini. 

### Vita privata
È madre di un figlio, avuto con l'imprenditore Gianluca Colombo Ferioli.

## Filmografia

### Cinema
- A Natale mi sposo, regia di Paolo Costella (2010)
- I soliti idioti - Il film, regia di Enrico Lando (2011)
- I 2 soliti idioti, regia di Enrico Lando (2012)
- La mia mamma suona il rock, regia di Massimo Ceccherini (2013)[17]
- Una vita da sogno, regia di Domenico Costanzo (2013)

### Fiction
- Un medico in famiglia 7 – serie TV (2011)[9]
- Così fan tutte – serie TV (2011-2012)
- SMS - Squadra molto speciale – serie TV (2010-2013)

### Altre attività

#### Calendari
- 2010 – Panorama
- 2012 – Playboy Italia

#### Radio
- 2012, Radio 105 - Radio 105 Testimonial d'eccezione per Playboy Italia

#### Videoclip
- 2013, band Stil Novo - canzone Non dirmi mai di no

## Programmi televisivi
Isola dei Famosi (Canale 5, 2025)   vincitrice
- Veline (Canale 5, 2008) - concorrente
- Uomini e donne (Canale 5, 2008) - corteggiatrice
- Grande Fratello 9 (Canale 5, 2009) - concorrente
- Colorado Cafè (Italia 1, 2009) - valletta
- Fiesta (MTV Italia, 2009) - conduttrice
- Domenica Cinque (Canale 5, 2009-2010) - inviata
- Pomeriggio Cinque (Canale 5, 2009-2010) - inviata
- Mattino Cinque (Canale 5, 2009-2011) - inviata
- Poker1mania (Italia 1, 2009-2012) - valletta
- Ciao Darwin (Canale 5, 2010)
- Salsa rosa (Comedy Central, 2010) - ospite fissa
- Matricole & Meteore (Italia 1, 2010) - opinionista
- La vita in diretta (Rai 1, 2010) - inviata
- A gentile richiesta (Canale 5, 2010) - inviata
- Grande Fratello 12 (Canale 5, 2012) - concorrente